# Tarifvertrag für studentische Beschäftigte
Der Tarifvertrag für studentische Beschäftigte (TV Stud III - KAV) ist ein Tarifvertrag, der am 25. Juni 2018 zwischen dem Kommunalen Arbeitgeberverband Berlin (KAV Berlin) und der Vereinten Dienstleistungsgewerkschaft sowie der Gewerkschaft Erziehung und Wissenschaft, Landesverband Berlin abgeschlossen wurde. Er hat zum 1. Juli 2018 den Tarifvertrag für studentische Beschäftigte II (TV Stud II) vom 24. Februar 1986 vollständig ersetzt.
Der TV Stud III - KAV regelt die Arbeitsbedingungen der an der Freien Universität Berlin sowie der Hochschule für Technik und Wirtschaft Berlin tätigen studentischen Beschäftigten im Sinne des § 121 des Berliner Hochschulgesetzes.
Berlin ist das einzige Bundesland, in dem studentische Hilfskräfte nach Tarifvertrag beschäftigt sind. Der erste Tarifvertrag für studentische Beschäftigte trat bereits zum 1. Januar 1981 in West-Berlin in Kraft.
Die TVStud-Initiative strebt entsprechende Tarifverträge in den anderen deutschen Bundesländern an.

## Inhalt
Die monatliche Arbeitszeit darf nicht mehr als 80 und an den Universitäten im Sinne des § 1 Abs. 2 Satz 2 BerlHG nicht weniger als 40 Stunden betragen. Das Stundenentgelt der studentischen Beschäftigten beträgt für jede arbeitsvertraglich vereinbarte Stunde 14,32 Euro seit dem 1. Januar 2025. Ab dem 1. Juli 2023 veränderte sich das Stundenentgelt bei allgemeinen Entgeltanpassungen im Tarifvertrag für den öffentlichen Dienst der Länder (TvL) zeitgleich um den Vomhundertsatz, um den sich die Tabellenentgelte in der Anlage B zum TV-L durchschnittlich verändern. Die Zahlung erfolgt an einem bestimmten Zahltag für den laufenden Kalendermonat. Studentische Beschäftigte erhalten bis zur Dauer von zehn Wochen Entgeltfortzahlung im Krankheitsfall, außerdem bezahlten Urlaub. Bei Beendigung des Arbeitsverhältnisses haben sie Anspruch auf ein qualifiziertes Arbeitszeugnis. 